# Super Robot Wars Alpha
Super Robot Wars Alpha (スーパーロボット大戦α?, Sūpā Robotto Taisen Arufa) è un videogioco della serie Super Robot Wars, ed è stato pubblicato dalla Banpresto per PlayStation nel 2000 e per Dreamcast nel 2001. Super Robot Wars Alpha è il primo gioco della serie Alpha, che si è sviluppata su PlayStation e PlayStation 2.

## Caratteristiche
Cronologicamente, Super Robot Wars Alpha è stato seguito da Super Robot Wars Alpha Gaiden. La serie è poi continuata su PlayStation 2 con 2nd Super Robot Wars Alpha e si è conclusa con 3rd Super Robot Wars Alpha. Super Robot Wars Alpha è il primo titolo della serie ad utilizzare attacchi completamente animati, e a introdurre il sistema dei "punti abilità" (localizzati come "Battle Mastery"), in cui le decisioni prese prima, durante o dopo una battaglia possono influenzare la difficoltà del gioco e le possibilità del giocatore di ricevere maggiori potenziamenti o sbloccare contenuti segreti.

## Trama
Nell'anno 179 del New Western Calendar, la guerra di un anno fra la Federazione Terrestre ed il principato di Zion sta mietendo numerose vittime, ma è costretta a fermarsi quando un misterioso oggetto si schianta sulla Terra, a sud dell'isola Atalia. Un team investigativo dell'Extra-Over Technological Investigative Institute scopre che l'oggetto è un'astronave aliena dalla tecnologia altamente sofisticata. Nonostante gli avvertimenti del Dr. Bian Zoldark, la federazione nasconde l'evidenza della vita intelligente extraterrestre, sfruttando la tecnologia aliena per aumentare il proprio potere.
In questo periodo, i problemi economici causati dalla guerra all'interno ella federazione terrestre, ha fatto nascere numerosi movimenti armati anti-federazione, come Neo-Zion, che si è ritirato sull'asteroide Axis. In risposta, la federazione ha istituito corpi militari speciali come OZ e Titans. Anche altre forze indipendenti come l'impero demoniaco ed il dr. Hell minacciano la Terra, ma vengono respinti dai team di Mazinga Z, Getter Robot e Reideen.
Nell'anno 186, l'astronave Excelion (da Gunbuster) combatte nello spazio contro gli alieni conosciuti come STMCs (Space Terrible Monster Crowd), quando vengono improvvisamente attaccati da un'altra flotta aliena, conosciuta come Aerogaters. Da questo punto in avanti, il giocatore può scegliere di seguire la storia utilizzando un robot realistico o un super robot, e quindi avendo la possibilità di pilotare o Huckebein MK II o Grungust Type-2.

## Serie presenti nel gioco
- Serie originali create dalla Banpresto
  - Masō Kishin: The Lord of Elemental
  - SRX
- Aim for the Top! Gunbuster
- Aura Battler Dunbine
- Brave Raideen
- Getter Robot
  - Getter Robot G
  - Shin Getter Robot
- Invincible Steel Man Daitarn 3
- Mazinga Z
  - Great Mazinga
  - Mazinkaiser
- Mobile Suit Gundam
  - Universal Century
    - Mobile Suit Gundam 0080: War in the Pocket
    - Mobile Suit Gundam 0083: Stardust Memory
    - Mobile Suit Z Gundam
    - Mobile Suit ZZ Gundam
    - Mobile Suit Gundam: Char's Counterattack
    - Mobile Suit Gundam F90 (manga; debutto)
    - Mobile Suit Gundam F91
    - Mobile Suit V Gundam

  - After Colony
    - New Mobile Report Gundam Wing
      - New Mobile Report Gundam Wing: Endless Waltz
- Nagahama Robot Romance Trilogy:
  - Super Electromagnetic Robot Combattler V
  - Super Electromagnetic Machine Voltes V
- Neon Genesis Evangelion
  - Neon Genesis Evangelion: The End of Evangelion (debutto)
- Super Beast Machine God Dancouga
- The Super Dimension Fortress Macross (debutto)
  - The Super Dimension Fortress Macross: Do You Remember Love? (debutto)
  - Macross Plus (debutto)
- Giant Robot - Il giorno in cui la Terra si fermò